# Prožura
Prožura falu Horvátországban, Dubrovnik-Neretva megyében. Közigazgatásilag Mljethez tartozik.

## Fekvése
Dubrovnik városától légvonalban 38 km-re északnyugatra, községközpontjától légvonalban 7, közúton 11 km-re keletre, Mljet szigetének keleti részén egy völgyben, a környező dombok között megbújva, a Mužanje és a Spas magaslatai alatt fekszik. Kikötője Prožurska Luka tőle keletre a sziget északi partján található.

## Története
Prožura a szlávok betelepülésekor Vrhmljeće és Babino Polje településekkel egyidejűleg keletkezett. Írásos forrásban 1345-ben, a veliki jezeroi Szűz Mária kolostor apátjának egyik oklevelében említik először Progsuri alakban. 1410-től a szigettel együtt az a vidék is a Raguzai Köztársaság része lett. Lukács pap mljeti kancellár 1447. november 30-án kelt végrendeletében mljeti birtokait beleértve a prožuri Szentháromság templomot a lokrumi bencés apátságra hagyta, mely így újra birtokos lett a szigeten. A templom és a kolostor körül alakult ki ma is látható település. A település mellett építették fel a négyszögletes védőtornyot, mely a kalóztámadások ellen védelmezte, egyúttal menedékül szolgált a lakosság számára. Így volt ez akkor is, amikor a kalózok a közeli Okuklja lerombolása után Prožurát is megtámadták.
1806-ban Dalmáciával együtt a Raguzai Köztársaságot legyőző franciák uralma alá került, de Napóleon bukása után 1815-ben a berlini kongresszus Dalmáciával együtt a Habsburgoknak ítélte. A településnek 1857-ben 155, 1910-ben 184 lakosa volt. 1918-ban az új szerb-horvát-szlovén állam, majd később Jugoszlávia része lett. A település 1991-től a független Horvátországhoz tartozik. 2011-ben 40 lakosa volt. Lakói főként turizmussal, vendéglátással, halászattal foglalkoznak.

## Népesség

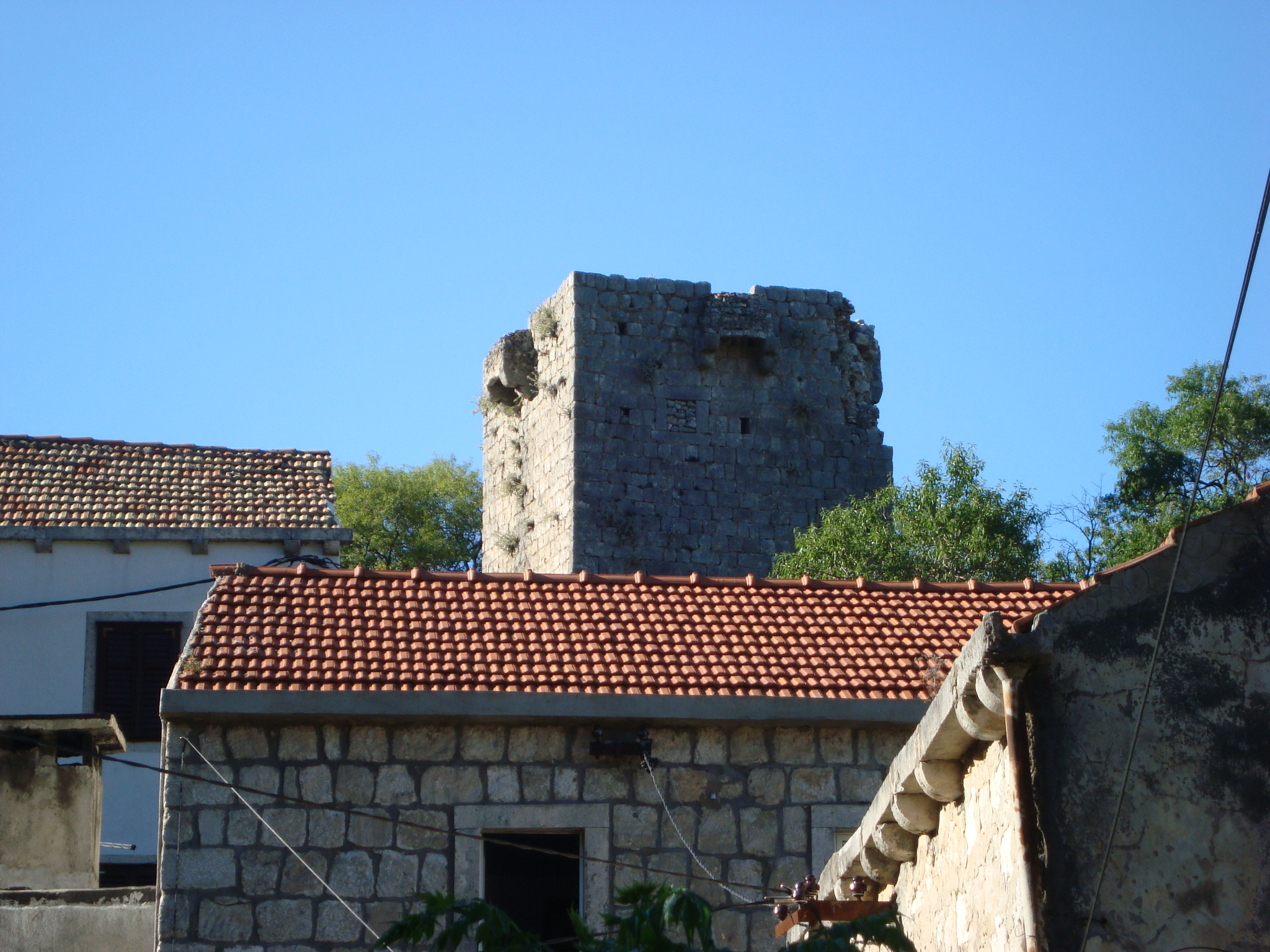
A Kaštio látképe

| Lakosság változása | Lakosság változása | Lakosság változása | Lakosság változása | Lakosság változása | Lakosság változása | Lakosság változása | Lakosság változása | Lakosság változása | Lakosság változása | Lakosság változása | Lakosság változása | Lakosság változása | Lakosság változása | Lakosság változása | Lakosság változása |
| ------------------ | ------------------ | ------------------ | ------------------ | ------------------ | ------------------ | ------------------ | ------------------ | ------------------ | ------------------ | ------------------ | ------------------ | ------------------ | ------------------ | ------------------ | ------------------ |
| 1857               | 1869               | 1880               | 1890               | 1900               | 1910               | 1921               | 1931               | 1948               | 1953               | 1961               | 1971               | 1981               | 1991               | 2001               | 2011               |
| 155                | 153                | 180                | 181                | 170                | 184                | 179                | 192                | 217                | 208                | 182                | 149                | 121                | 78                 | 53                 | 40                 |

## Nevezetességei
- A Szent Márton templom[4] a 13. és 14. század fordulóján épült, első említése 1434-ben történt. Itt volt a Szent Márton testvériség központja, mely a település tulajdonképpeni őrségét képezte. A templom tornya őrtoronyként is szolgált. A félköríves apszisú, hosszúkás kőépület a település felett, az északi domb tetején található. A fennmaradt építészeti elemek alapján megállapítható, hogy késő középkori eredetű volt, a későbbi időszakokban végrehajtott építészeti beavatkozásokkal.
- A Szent Rókus templom a 18. században épült fogadalmi templomként. Liturgikus tere nincs és állapota is rossz. Csak a szent ünnepén tartanak benne istentiszteletet.
- A Szentháromság templom a 15. században épült. Luka Korčulanin, azaz Korčulai Lukács atya mljeti kancellár 1477-ben végrendeletében a lokrumi bencésekre hagyta. Így a lokrumi atyák, akik előzőleg elvesztették a babino poljei Szent Pankráciusz templomot újra mljeti birtokhoz jutottak. Itteni kolostorukban 1797-ig éltek. A kolostornak ma már csak a falai állnak, de a templom a falut szolgálja. Legértékesebb liturgikus tárgya a 12. századi román stílusú ún. Prožurai feszület, melyet a lokrumi bencések hoztak magukkal anyakolostorukból.
- A védőtorony a Kaštio a kalóztámadások ellen épült a 17. században. Veszély esetén menedékül szolgált a lakosság számára. A védelem nagyon szervezett volt. Az első szinten az állatok és az anyagi javak, a másodikon az öregek, a gyerekek és a nők, a harmadikon a harcképes férfiak voltak, akik forró olívaolajat öntöttek a támadók fejére.

## Gazdaság
Lakói korábban mezőgazdaságból és halászatból éltek, áruikat Dubrovnikban értékesítették. A 20. század második felében létrejött a közvetlen hajóforgalom Dubrovnikkal, de mivel nem volt jövedelmező idővel megszüntették. Ma a helyi gazdaság alapját a halászat, a vendéglátás és a turizmus képezi.

## Fordítás
Ez a szócikk részben vagy egészben  a   Prožura című horvát Wikipédia-szócikk ezen változatának fordításán alapul.  Az eredeti cikk szerkesztőit annak laptörténete sorolja fel. Ez a jelzés csupán a megfogalmazás eredetét és a szerzői jogokat jelzi, nem szolgál a cikkben szereplő információk forrásmegjelöléseként.